# Kwon Yu-ri
Kwon Yu-ri (hangul: 권유리; Goyang, Provincia de Gyeonggi, 5 de diciembre de 1989), más conocida como Yuri, es una cantautora y actriz surcoreana. Es popularmente conocida por formar parte de Girls' Generation como vocalista, bailarina y rapera. Aparte de sus actividades con el grupo, Yuri participó en varias series como: Fashion King (2012) y Neighborhood Hero (2016); y la película No Breathing (2013). En octubre de 2018, Kwon debutó como solista con su miniálbum The First Scene.

## Biografía
Yuri nació en Goyang, Gyeonggi, Corea del Sur el 5 de diciembre de 1989. Tiene un hermano mayor llamado Kwon Hyuk-jun. Yuri hizo una audición a través de SM Entertainment Casting System y se unió a la empresa en 2001 después de terminar en segundo lugar en el SM Youth Best Dancer Contest 2001. Entrenó durante casi seis años. Se graduó de NeungGok High School en 2008 y asistió a Chung-Ang University junto a su compañera Sooyoung, donde se graduaron en la carrera de teatro y cine en febrero de 2016.

## Carrera

### 2007-2014: Debut y carrera actoral
Yuri hizo su debut como miembro de Girls' Generation en agosto de 2007. Además de sus actividades en grupo, tuvo un pequeño papel en un segmento de televisión, The King's Boyfriend, que formaba parte del documental Super Junior Show de Super Junior. También hizo una aparición como bailarina en la película Attack on the Pin-Up Boys, que también es protagonizada por los miembros de Super Junior.

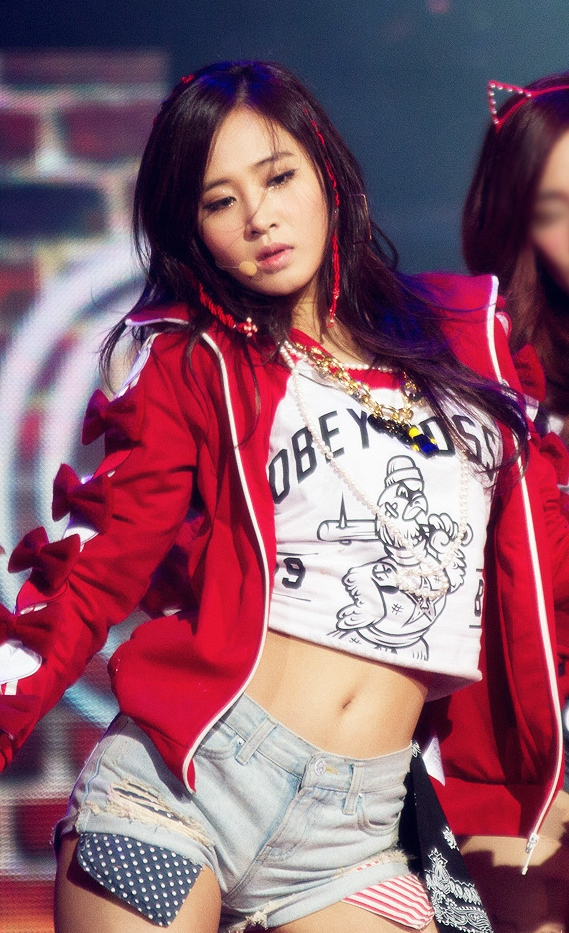
Yuri en KBS Hope Concert, el 6 de enero de 2013.

En 2008, Yuri tuvo un papel recurrente en la sitcom de 2008 de KBS2, Unstoppable Marriage, donde interpretó a un estudiante de secundaria con Sooyoung. En junio, realizó un dueto llamado «Kkok (Must!)» con Sooyoung para la banda sonora del drama Working Mom de SBS. Yuri también participó en la segunda temporada de Kko Kko Tours Single♥Single. Un año después, se convirtió en presentadora de Show! Music Core, junto a Tiffany.
En abril, K.Will lanzó el videoclip de «Dropping The Tears», donde Yuri hace una aparición. Más tarde, hizo una presentación especial con él para una de sus actuaciones de la canción en Show! Music Core, tocando el piano. A finales de año, Yuri fue elegida junto a Sunny como una de las siete participantes femeninas, apodadas G7 para el programa de variedades de KBS2, Invincible Youth, donde obtuvo una nominación como «mejor presentadora femenina» en los KBS Entertainment Awards de 2010. Yuri hizo su primera contribución como compositora para el miniálbum de Girls' Generation, Hoot, donde escribió la letra de la canción «Mistake». En septiembre, participó en la canción «Like A Soap», del sexto álbum de estudio de TVXQ, Catch Me.
En octubre de 2011, Yuri y Tiffany regresaron a Show! Music Core después de su salida del programa en 2010. En enero de 2012, volvieron a dejar el programa debido a que Yuri planeaba concentrarse para su debut como actriz. En el mismo año, Yuri debutó como actriz en el drama Fashion King de SBS, al lado del actor Yoo Ah-in. A final del año, Yuri recibió el premio a la «nueva estrella» en los SBS Drama Awards. Al año siguiente, Girls' Generation lanzó su cuarto álbum de estudio, I Got a Boy, donde Yuri coescribió dos de las canciones del álbum. «Baby Maybe» fue coescrito por Yuri y sus compañeras Sooyoung y Seohyun, mientras que «XYZ» fue escrito sólo con Seohyun. En junio, apareció junto a Hyoyeon en el programa de Mnet, Dancing 9.
Yuri hizo su debut como actriz de cine, cuando fue elegida como protagonista de la película No Breathing. En la película, Yuri interpretó el papel de Jung-eun, una chica que sueña con convertirse en un músico que también es el interés amoroso de los dos protagonistas masculinos interpretados por Lee Jong-suk y Seo In-guk. Además de aprender a tocar la guitarra para su personaje, Yuri también cantó dos canciones para la banda sonora de la película, «Bling Star» y «Twinkle Twinkle», que ella interpretó en la película.

### 2015-presente: Programas de variedades y debut como solista
En enero de 2015, Yuri formó parte del elenco del programa Animals, siendo la única miembro femenina. También fue invitada en los programas Star With Two Job y Dating Alone. En mayo, Yuri fue elegida para presentar el programa de viajes Maps de Olive TV con Choi Kang-hee. También se unió al elenco de Our Neighborhood Arts and Physical Education para su especial de natación, mostrando sus habilidades de natación por primera vez. El 23 de julio, se reveló que Yuri fue elegida como presentadora de un reality show de SBS sobre pilotos de rally llamado The Rallyist, al lado del locutor Bae Sung-jae.
Yuri volvió a actuar en enero de 2016, interpretando a Bae Jung-yeon en el thriller de espionaje de OCN, Local Hero. El 25 de febrero, OnStyle anunció un nuevo reality show sobre Yuri y su prima, la modelo Vivian Cha, titulada Yulviv My Sister. Sin embargo, el programa fue postergado. También se unió al nuevo elenco de Law of the Jungle, para su nueva temporada que fue filmada en Nueva Caledonia. El primer episodio se transmitió el 2 de julio de 2016. En agosto de 2016, Yuri lanzó un sencillo titulado «Secret» con Seohyun como parte de SM Station. A inicios de enero de 2017, protagonizó en el drama de SBS, Innocent Defendant, interpretando a una abogada.
En 2018, Yuri participó en la segunda temporada de The Sound of Your Heart como la protagonista femenina y se estrenó en Netflix el 29 de octubre. En enero, lanzó un sencillo titulado «Always Find You» con DJ Raiden. También participó en el drama de MBC, Dae Jang Geum Is Watching, que se estrenó en octubre. En agosto de 2018, se anunció que Yuri sería parte del segundo subgrupo de Girls' Generation, Oh!GG que consistía en las cinco miembros que aún permanecían bajo SM Entertainment; El grupo lanzó su primera canción «Lil' Touch» en septiembre. Yuri lanzó su miniálbum debut, The First Scene, el 4 de octubre de 2018, junto a «Into You». El álbum debutó en el segundo puesto de Gaon Album Chart y en el décimo puesto de World Albums Chart en su primera semana. En enero de 2019, participó en su primera obra teatral, Grandpa Henry and Me (en francés: L'Étudiante et Monsieur Henri), que es una versión coreana de la obra francesa 2012 de Ivan Calbérac.
El 19 de abril de 2022, se confirmó que se uniría al elenco de la serie Good Job, donde dará vida a Don Se-ra, una persona alegre que nació con una visión extraordinariamente aguda, un poder que mantiene en secreto detrás de unas gruesas gafas.

## Vida personal
En abril de 2015, se anunció que Yuri empezó una relación sentimental con el jugador de béisbol coreano Oh Seung-hwan. La pareja confirmó su separación en octubre de 2015, luego de seis meses de relación, debido a sus horarios apretados y la larga distancia entre ellos.

## Discografía

### EP
| Título          | Detalles | Mejores posiciones | Mejores posiciones | Ventas      |
| Título          | Detalles | COR                | US World           | Ventas      |
| --------------- | --- | ------------------ | ------------------ | ----------- |
| The First Scene | - Lanzamiento: 4 de octubre de 2018 - Discográfica: SM Entertainment - Formato(s): CD, descarga digital, streaming | 2                  | 10                 | COR: 17 290 |

### Sencillos
| Título                                                                            | Año                    | Mejor posición         | Mejor posición         | Ventas                 | Álbum                  |
| Título                                                                            | Año                    | COR Gaon               | US World               | Ventas                 | Álbum                  |
| Como artista principal                                                            | Como artista principal | Como artista principal | Como artista principal | Como artista principal | Como artista principal |
| --------------------------------------------------------------------------------- | ---------------------- | ---------------------- | ---------------------- | ---------------------- | ---------------------- |
| «Always Find You» (con Raiden)                                                    | 2018                   | —                      | —                      | —                      | Sin álbum              |
| «Into You» (빠져 가)                                                              | 2018                   | —                      | 22                     | —                      | The First Scene        |
| Sencillos promocionales                                                           |                        |                        |                        |                        |                        |
| «Secret» (con Seohyun)                                                            | 2016                   | 149                    | 10                     | - COR: 11 481          | SM Station Season 1    |
| Bandas sonoras                                                                    |                        |                        |                        |                        |                        |
| «Kkok» (con Sooyoung                                                              | 2008                   | —                      | —                      | —                      | Working Mom OST        |
| «Bling Star» (con Masyta Band)                                                    | 2013                   | —                      | —                      | —                      | No Breathing OST       |
| «Twinkle Twinkle» (con Masyta Band)                                               | 2013                   | —                      | —                      | —                      | No Breathing OST       |
| «–» indica que el lanzamiento no fue lanzado o no se posicionó en ese territorio. |                        |                        |                        |                        |                        |

Notas
1. ↑  «Into You» no ingresó a Gaon Digital Chart, pero se ubicó en el quincuagésimo segundo puesto de Gaon Mobile Chart.[45]

## Filmografía

### Películas
| Año  | Título                    | Rol        | Notas                           |
| ---- | ------------------------- | ---------- | ------------------------------- |
| 2007 | Attack on the Pin-Up Boys | Bailarina  | Cameo                           |
| 2012 | I AM.                     | Ella misma | Película biográfica del SM Town |
| 2013 | No Breathing              | Jung Eun   | Rol principal                   |
| 2015 | SMTown: The Stage         | Ella misma | Documental                      |

### Series de televisión
| Año  | Título                                 | Rol                | Canal | Notas                      | Ref.                 |
| ---- | -------------------------------------- | ------------------ | ----- | -------------------------- | -------------------- |
| 2007 | Unstoppable Marriage                   | Yuri               | KBS   | Papel secundario           |                      |
| 2012 | Fashion King                           | Choi Anna          | SBS   | Protagonista               |                      |
| 2015 | Kill Me, Heal Me                       | Ahn Yo-na          | MBC   | Cameo (episodio 20)        |                      |
| 2016 | Neighborhood Hero                      | Bae Jung-yeon      | OCN   | Protagonista               |                      |
| 2016 | Gogh, The Starry Night                 | —                  | Sohu  | Serie web                  |                      |
| 2017 | Defendant                              | Seo Eun-hye        | SBS   |                            |                      |
| 2018 | Dae Jang Geum Is Watching              | Bok Soong-ah       | MBC   |                            |                      |
| 2020 | Breakup Probation, A Week              | Park Ga-ram        |       |                            |                      |
| 2021 | Bossam: Steal the Fate                 | Princesa Soo-kyung | MBN   |                            | [ 47 ] [ 48 ]        |
| 2021 | Racket Boys                            | Im Seo-hyun        | SBS   | Aparición especial, ep. 16 | [ 49 ]               |
| 2022 | Good Job                               | Don Se-ra          | ENA   | Protagonista               | [ 37 ] [ 50 ]        |
| 2024 | Lee, el agente de libertad condicional | Ahn Seo-yoon       | tvN   | Protagonista               | [ 51 ] [ 52 ] [ 53 ] |
| 2025 | The Art of Negotiation                 |                    | JTBC  | Aparición especial         | [ 54 ] [ 55 ]        |

### Programas de televisión
| Año       | Título                                            | Canal    | Notas                              |
| --------- | ------------------------------------------------- | -------- | ---------------------------------- |
| 2008      | Kko Kko Tours Single♥Single                       | KBS 2TV  | Elenco principal (Temp. 2)         |
| 2009–2010 | Invincible Youth                                  | KBS 2TV  | Junto a Sunny (Episodios 1–32, 42) |
| 2009–2010 | Show! Music Core                                  | MBC      | Copresentadora junto a Tiffany     |
| 2011–2012 | Show! Music Core                                  | MBC      | Copresentadora junto a Tiffany     |
| 2013      | Dancing 9                                         | Mnet     | Entrenadora junto a Hyoyeon        |
| 2015      | Animales                                          | MBC      | Elenco principal                   |
| 2015      | Maps                                              | Olive TV | Presentadora                       |
| 2015      | Cool Kiz on the Block                             | KBS 2TV  | Especial de natación               |
| 2015      | The Rallyist                                      | SBS      | Presentadora                       |
| 2016      | Ylviv My Sister                                   | OnStyle  | Elenco principal                   |
| 2016      | Law of the Jungle in New Caledonia                | SBS      | Miembro del elenco                 |
| 2020      | Knowing Bros (Ask Us Anything)                    | JTBC     | invitada                           |
| 2021      | My Little Old Boy (Mom's Diary: My Ugly Duckling) | SBS      | presentadora especial              |
| 2022      | The Zone: Endure to Live                          |          | [ 58 ]                             |
| 2022      | Sixth Sense Season 3                              | tvN      | (ep. #27) - invitada               |

### Presentadora
| Año  | Título                    | Notas                      |
| ---- | ------------------------- | -------------------------- |
| 2021 | 57th Baeksang Arts Awards | Presentadora de categorías |

### Aparición en videos musicales
| Año  | Canción              | Artista                         |
| ---- | -------------------- | ------------------------------- |
| 2006 | «Beautiful Life»     | TVXQ                            |
| 2009 | «Tears are Dropping» | K.Will                          |
| 2009 | «Jjalajjajja»        | Jo Hyunmi & Seohyun             |
| 2014 | «Without You»        | S (Kangta, Lee Jihoon, Hyesung) |

## Premios y nominaciones
| Año  | Premiación                  | Categoría                                           | Trabajo nominado | Resultado |
| ---- | --------------------------- | --------------------------------------------------- | ---------------- | --------- |
| 2010 | KBS Entertainment Awards    | Mejor presentadora                                  | Invincible Youth | Nominada  |
| 2011 | 5th Mnet 20's Choice Awards | Hot Campus Girl                                     | Ella misma       | Nominada  |
| 2011 | MBC Entertainment Awards    | Mejor presentadora (junto a Tiffany)                | Show! Music Core | Ganadora  |
| 2012 | 5th Korea Drama Awards      | Mejor nueva actriz                                  | Fashion King     | Nominada  |
| 2012 | SBS Drama Awards            | Nueva estrella                                      | Fashion King     | Ganadora  |
| 2013 | 49th Baeksang Arts Awards   | Actriz más popular (TV)                             | Fashion King     | Ganadora  |
| 2014 | 50th Baeksang Arts Awards   | Actriz más popular (Cine)                           | No Breathing     | Ganadora  |
| 2017 | SBS Drama Awards            | Excellence Award, Actress in a Monday–Tuesday Drama | Defendant        | Nominada  |